# Сора (Комо)
Сора је насеље у Италији у округу Комо, региону Ломбардија.
Према процени из 2011. у насељу је живело 108 становника. Насеље се налази на надморској висини од 700 м.